# Bolesław Wallek-Walewski

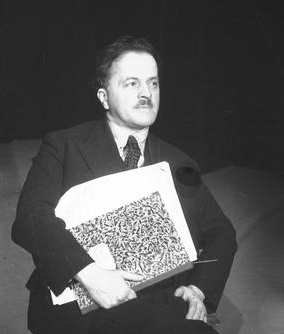
Bolesław Wallek-Walewski (1936)

Bolesław Wallek-Walewski (* 23. Januar 1885 in Lwiw; † 9. April 1944 in Krakau) war ein polnischer Komponist, Dirigent und Musikpädagoge.

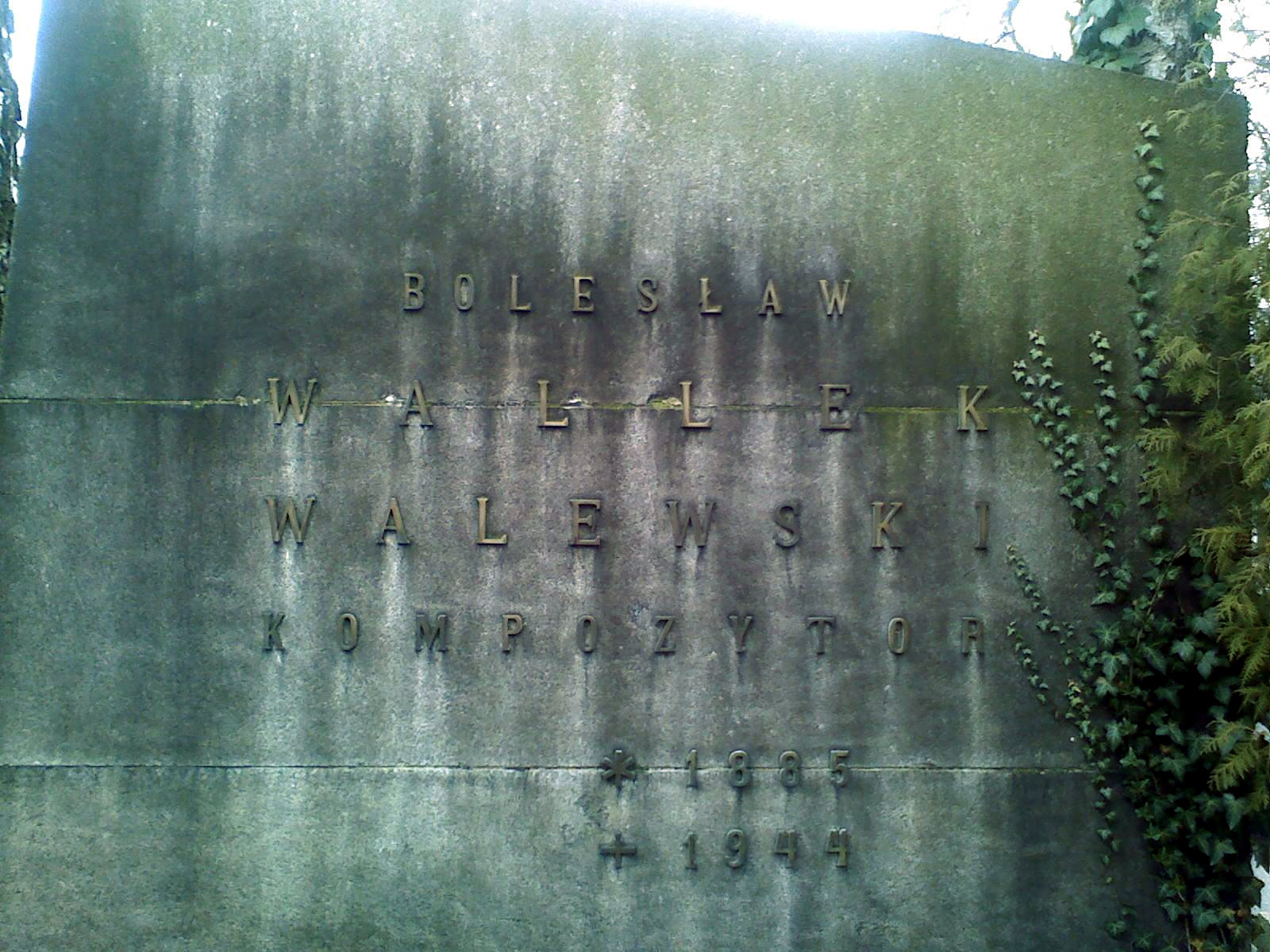

Der Sohn des Theaterregisseurs Adolf Walewski lernte Klavier bei Wilhelmina Maliszowa und Wincenty Zellinger und Musiktheorie bei Stanisław Niewiadomski in Lemberg. Im Alter von fünfzehn Jahren setzte er seine Ausbildung am Krakauer Konservatorium bei Władysław Żeleński (Harmonielehre und Kontrapunkt), Wiktor Barabasz sowie Juliusz Mars und Alexander von Bandrowski (Gesang) fort. Von 1903 bis 1906 studierte er Polonistik an der Jagiellonen-Universität. 1906 setzte er seine musikalische Ausbildung bei Hugo Riemann und Arthur Prüfer in Leipzig fort.
Nach seiner Rückkehr nach Krakau 1907 unterrichtete er Musik am St.-Anna-Gymnasium und wurde Leiter (bis 1943) des Chores des Theologischen Institutes in Stradom. Von 1908 bis 1920 war er Lehrer für Harmonielehre und Chorgesang am Musikinstitut Krakau, das er mit Klara Czopp-Umlaufowa, Bolesław Raczyński und Stanisław Giebułtowski gegründet hatte. Ab 1910 war er Lehrer für Musiktheorie, Gesang und Komposition an der Musikakademie Krakau, wo Mieczysław Drobner, Wacław Geiger und Edward Friedenberg zu seinen Schülern zählten. 1914 gründete er die Krakauer Operngesellschaft, deren Chöre er bis 1938 leitete.
1917 leitete er am Stadttheater Breslau die Uraufführung der Oper Eros und Psyche von Ludomir Różycki. Von 1917 bis 1919 war Wallek-Walewski auf Einladung von Emil Młynarski Dirigent am Teatr Wielki in Warschau. 1919 gründete er den Männerchor Echo, mit dem er bis 1938 Konzertreisen u. a. nach Holland, Rumänien, Bulgarien, in die Türkei, nach Jugoslawien, Ungarn, Österreich und in die Tschechoslowakei unternahm. Ab 1925 war er Dirigent und Leiter der Musikalischen Gesellschaft in Krakau und leitete zeitweise deren Sinfonieorchester. Zudem wirkte er in den 1920er-Jahren als Dirigent an verschiedenen Krakauer Opernhäusern. 1938 bis 1939 war er zusätzlich Rektor der Musikakademie Krakau.
Als Dirigent trat Wallek-Walewski vor allem mit Chorwerken und Liedern hervor. Zudem komponierte er mehrere Opern und einige Klavier- und Orgelwerke.

## Werke
- Dumka für Stimme und Klavier (1900)
- Powiej, wietrzyku für Stimme und Klavier (1900)
- Marsz żuawów. Nie masz to wiary jak w naszym szyku für Männerchor a cappella (1900)
- Pieśń wieczorna. Gdy wokoło nas mrok ponury für Männerchor a cappella (1900)
- Serenada. Ukryty w cieniach für Männerchor a cappella (1900)
- Za bis, musikalischer Scherz für Männerchor a cappella (1900)
- Kantata ku czci A. Mickiewicza für Männerchor und Klavier (1900)
- Ave Maria für Stimme und Orgel (1901)
- Pieśń kozaka für Männerchor a cappella (1901)
- Polały się łzy für Männerchor a cappella (1901)
- Ojcze nasz (Modlitwa Pańska) für Männerchor a cappella (1901)
- Kołysanka für Mezzosopran und Klavier (1902)
- Chór duchów für Männerchor a cappella (1902)
- Krakowiak G. Jestem se Krakowiak für Männerchor a cappella (1902)
- Przez te łąki für Männerchor a cappella (1902)
- Leci piosenka für Stimme und Klavier (1902)
- Lumen de coelo für Männerchor und Blasorchester (1903)
- Nasza Zosieńka für Männerchor a cappella (1903)
- Zaszumiał las  für Männerchor a cappella (1903)
- Śpiew matki für Stimme und Klavier (1903)
- Burza morska für Männerchor a cappella (1904)
- Prośba für Stimme und Klavier (1904)
- Tren V für Stimme und Klavier (1904)
- Zawód. Wykołysałem cię wśród fal für Männerchor a cappella (1904)
- Trzy struny für drei Männerstimmen und Klavier (1905)
- Latem für Stimme und Klavier (1905)
- Na fujarce für Stimme und Klavier (1905)
- Psalm nadzie für gemischten Chor und Orchester (1905)
- Do Jadwinki für Stimme und Klavier (1906)
- Jesienią für Stimme und Klavier (1906)
- Już się do snu kładzie für Stimme und Klavier (1906)
- Chłopca mego mi zabrali für Männerchor a cappella (1906)
- Pieśń wioślarska. Do wioseł, grom błysnął! für Männerchor a cappella (1906)
- A jak poszedł król na wojnę für Männerchor a cappella (1906)
- Humoreska pseudoklasyczna für Klavier (1906)
- Andante na temat Ach, mój Jezu für Orgel (1906–1907)
- Pieśń na pożegnanie Samuela ze Skrzypny Twardowskiego roku Pańskiego 1635 für Stimme und Klavier (1907)
- Wiosna für Stimme und Klavier (1907)
- Zima für Stimme und Klavier (1907)
- Paweł i Gaweł, sinfonisches Scherzo (1907)
- Kantata imieninowa. Idą nam myśli für Männerchor a cappella (1907)
- Kantata na cześć najpiękniejszej für Männerchor a cappella (1907)
- Preludium für Klavier (1908)
- Cztery pory roku für Sopran oder Tenor und Orchester (1908)
- Pójdziem od siebie für Stimme und Klavier (1908)
- W jesienny dzień für Stimme und Klavier (1908)
- Suita liryczna für Orchester (1908)
- Modlitwa für Männerchor und Orchester oder Orgel (1909)
- Drży gałązka für Stimme und Klavier (1909)
- Romanza. Śnią mi się twe oczy für Stimme und Klavier (1909)
- Hymn. Ofiara hymnu für Männerchor a cappella (1910)
- Kantata imieninowa. Uderzmy sercem für Männerchor a cappella (1910)
- Allegro appassionato für Orchester (1910)
- Zygmunt August i Barbara, sinfonische Dichtung (1910)
- Sonata fortepianowa (1910)
- Ave Maria für Violine und Orgel (1911)
- Paweł i Gaweł für Männerchor a cappella (1911)
- Pogrzeb Kazimierza Wielkiego für Männerchor a cappella (1911)
- Śpiew wiosenny für Männerchor a cappella (1911)
- Romans (Cantabile) für Cello und Klavier (1911)
- Twardowski (Legenda), Oper (1911)
- Walc fantastyczny für Orchester (1912)
- Pastorale für Orgel (1912)
- Preludium b-moll für Orgel (1912)
- Sanctus, Benedictus, Agnus Dei für Männerchor a cappella (1912)
- Śnieg pada für Stimme und Klavier (1912)
- Bajeczka o myszce für Männerchor a cappella (1912)
- Jubilea kantato für Männerchor a cappella (1912)
- Trąbka strażnika für Männerchor und Bass solo (1912)
- Preludium b-moll für Orgel (1912)
- Walc fantastyczny für Orchester (1912)
- Agnus Dei für Bass und Orgel (1913)
- Skarga für Stimme und Klavier (1913)
- Nokturn. A kiedy księżyc für Männerchor a cappella (1913)
- Sen ziemi für Männerchor a cappella (1913)
- Stabat Mater für Sopran, Tenor und Orgel (1913)
- Salve Regina für Männerchor a cappella (1913–15)
- Improvisation (Impromptu) für Klavier (1914)
- Chociaż cię kocham für Stimme und Klavier (1914)
- Bajka o Kasi i królewiczu für Männerchor a cappella (1914)
- Hasło "Lutni". Niech naszej ziemi pieśni für Männerchor a cappella (1914)
- Śpiew na odsłonięcie kolumny legionów für Männerchor a cappella (1915)
- Modlitwa. Boże Wielki für Männerchor a cappella (1916)
- Hasło Katarzyny für Männerchor a cappella (1916)
- Polały się łzy für Männerchor a cappella (1916)
- Bogu Rodzica, Kantate für Solostimmen, gemischten Chor und Orchester (1916)
- Pange lingua für Männerchor a cappella (1916)
- Hymn do św. Pawła für Männerchor a cappella (1917)
- Testament. Gdy przyjdzie mi ten świat porzucić für Stimme und Klavier (1917)
- Kaplica w górach für Stimme und Klavier (1918)
- Ave Maria, Motette für Männerchor a cappella (1918)
- Pieśń na 4 głosy für vier Frauenstimmen a cappella (1919)
- Hasło "Echa". Płyń, echo w dal für Männerchor a cappella (1919)
- Dola, Oper (1919)
- Boże, coś Polskę für Orchester (1919)
- Witaj, dniu Święty für Sopran, Alt, Tenor und Orgel (1920)
- Do broni für Stimme und Klavier (1920)
- Motyw ludowy z Górnego Śląska. Ach, w tej studni für Männerchor a cappella (1920)
- Witaj, dniu święty für zwei Stimmen und Orgel (1920)
- Żona dwóch mężów, komische Oper (1920)
- Serenada. A kiedy przyjdę już, dziewczyno für Männerchor a cappella (1921)
- Pomsta Jontkowa, Oper (1924)
- Psalm 130 für Männerchor a cappella (1924)
- A kiedy przyjdą już, dziewczyno für Stimme, Violine und Klavier (1924)
- Pieśń miłosna für Bass, Trompete, Klarinette, Bratsche, Fagott und Klavier (1924)
- Śpiew derwisza für Bass, Trompete, Klarinette, Bratsche, Fagott und Klavier (1924)
- Żale umierającego. Polonez staropolski für Bass, Trompete, Klarinette, Bratsche, Fagott und Klavier (1924)
- Giewontowa baśń für Männerchor a cappella (1924)
- Jasne dni für Männerchor a cappella (1924)
- Krakowiak. Floriańska brama für Männerchor a cappella (1924)
- Odwieczna piosenka für Männerchor a cappella (1924)
- Hasło "Niech w dal nasza pieśń" für Männerchor a cappella (1925)
- Rokitna für Männerchor a cappella (1925)
- Suita polskich rytmów für Männerchor a cappella (1925)
- Tryptyk für Männerchor a cappella (1925)
- Kantata Jubileuszowa für Männerchor, Orchester und Klavier (1925)
- Ave Maria für Tenor, Bass, Orgel und Violine (1926)
- Zakwitły krzewy bzów für Männerchor a cappella (1926)
- Missa in honorem Sti Vincentii a Paulo für Männerchor und Orgel (1926)
- Hasło. Zanućmy pieśń [wersja I] für zwei Stimmen (1926)
- Hasło für drei Kinderstimmen (1926)
- Na wierzchołkach drzew für Stimme und Klavier (1926)
- Pieśń zmysłów für Stimme und Klavier (1926)
- Rozstanie für Stimme und Klavier (1926)
- Przejasną świecisz gloryą für zwei Frauenchöre a cappella (1926)
- Ballada ludowa. Gdy do kościoła für Männerchor a cappella (1926)
- Tryptyk für Männerchor a cappella (1926)
- Kierdele für Männerchor a cappella (1926)
- Pożegnanie ułana für Männerchor a cappella (1926)
- Rozmyślania für Männerchor a cappella (1926)
- Sonet. Moje ocz für Männerchor a cappella (1926)
- Zielone Świątki na Bielanach für Männerchor a cappella (1926)
- Na gęśliczkach für Männerchor und Violine (1926)
- Zegary wież für Frauenchor a cappella (1926)
- Pieśń zmysłów für Stimme und Klavier (1926)
- Hymn o miłości für Männerchor a cappella (1926)
- Sinfonietta. Pieśń bez słów für Männerchor a cappella (1926)
- Ciebie Boga chwalimy für gemischten Chor a cappella (1927)
- Ciebie Boga wysławiamy für zwei Stimmen (1927)
- O doctor optime [wersja I] für Männerchor a cappella (1927)
- O doctor optime [wersja II] für Männerchor und Orgel (1928)
- In viam pacis für Tenor, Männerchor, Violine und Harmonium (1928)
- Bóg z tobą, żołnierzu [wersja I] für zwei Stimmen (1928)
- Bóg z tobą, żołnierzu [wersja II] für Männerchor a cappella (1928)
- Do polskiego żołnierza für zwei Stimmen (1928)
- Deszcz w słońcu für Frauenchor a cappella (1928)
- Krakowiak. Zapomniane skrzypce für gemischten Chor a cappella (1928)
- Hymn na cześć Lwowa [wersja I] für Männerchor a cappella (1928)
- Hymn na cześć Lwowa [wersja II] für Stimme und Klavier (1928)
- Hymn na cześć Lwowa [wersja III] für zwei Stimmen und Klavier (1928)
- Powiedz für Stimme und Klavier (1928)
- Grający step für Männerchor a cappella (1928)
- Hymn krakowskiego "Echa". O ziemio polska für Männerchor a cappella (1928)
- Kołysanka rosyjska für Männerchor a cappella (1928)
- Orlętom sława für Männerchor a cappella (1928)
- Rapsod burzowy (Muzyka) für Männerchor a cappella (1928)
- Hymn młodzieży żeńskiej. O Panno święta für zwei Stimmen und Klavier (1929)
- Potężny, wielki Boże für gemischten Chor a cappella (1929)
- Na pergaminie starej księgi für Stimme und Klavier (1929)
- Na dworze für gemischten Chor a cappella (1929)
- Na graniach Tatr für gemischten Chor a cappella (1929)
- Hymn harcerski für Männerchor a cappella (1929)
- Tango für Männerchor a cappella (1929)
- Wesoła kantata für Männerchor a cappella (1929)
- Na ciche ścieżki für zwei Stimmen und Harmonium (1930)
- Missa mariana für gemischten Chor und Orgel (1930)
- Za naszym wodzem. Do czynu wszyscy wraz für Stimme (1930)
- Prawda für Stimme und Klavier (1930)
- Królewna für Kinderchor a cappella (1930)
- Krajobraz muzyczny für gemischten Chor a cappella (1930)
- Pieśń żołnierza z r. 1831. Ja w tej izbie für Männerchor a cappella (1930)
- Serenada (Madrygał). Ty śpisz für Männerchor a cappella (1930)
- Bóg z tobą, polski żołnierzu für drei gleiche Stimmen (1931)
- Rdzawe liście für gemischten Chor a cappella (1931)
- Apokalipsa, Oratorium für Solostimmen, Männerchor, gemischten Chor und Orchester (1931)
- Sub tuum praesidium für Tenor, Violine und basso ostinato (1932)
- Witaj, Jezuniu für Stimme und Klavier (1932)
- Msza łacińska für gemischten Chor und Orgel (1932)
- Chorągiew w dłoń für gemischten Chor a cappella (1932)
- Czardasz für Männerchor a cappella (1932)
- Na dnie zwierciadeł für Männerchor a cappella (1932)
- Opowiadanie Kaszuba für Männerchor a cappella (1932)
- Msza łacińska für gemischten Chor und Orchester (1932)
- Legenda o Wandzie, Krakusie i smoku (Legenda wawelska) (1932)
- Kantata ku czci św. Katarzyny Labouré für zwei Stimmen und Klavier oder Harmonium (1933)
- Cor dulce Jesu für Männerchor a cappella (1933)
- Hymn eucharystyczny. Sławcie usta für Männerchor a cappella (1933)
- Mihi autem für drei Männerchöre a cappella (1933)
- Idziemy nad morze für Männerchor a cappella (1933)
- Meteorowa oda. My w górę lecim für Männerchor a cappella (1933)
- Opowiadanie rekruta für Männerchor a cappella (1933)
- Szumi Bałtyk für Männerchor a cappella (1933)
- Królowa róż für zwei Stimmen und Klavier (1934)
- Pieśń o św. Stoisławie-Benedykcie [wersja I] für zwei Stimmen und Klavier (1934)
- Pieśń o św. Stoisławie-Benedykcie [wersja II] für gemischten Chor a cappella (1934)
- 36 taktów muzyki für Männerchor a cappella (1934)
- Bajeczka o chorym kotku für Männerchor a cappella (1934)
- Dwa serca, Elegie für Männerchor a cappella (1934)
- Kantata imieninowa. Struny serc naszych für Männerchor a cappella (1934)
- Wesele śląskie, vier szenische Bilder (1934)
- Jak Jasiek mosiężny... Ballada góralska für gemischten Chor und Violine (1934)
- O wójtównie Marynie für gemischten Chor a cappella (1935)
- Pieśń o św. Wszechradzie-Świeradzie Andrzeju [wersja I] für zwei Stimmen und Klavier (1935)
- Pieśń o św. Wszechradzie-Świeradzie Andrzeju [wersja II] für gemischten Chor a cappella (1935)
- Boże, Ojcze nas für Männerchor a cappella (1935)
- Veni Creator für Männerchor a cappella (1935)
- Hymn morski für gemischten Chor a cappella (1935)
- Hymn morski. Na morze płyniem für Stimme und Klavier (1935)
- Pożegnanie bacy für gemischten Chor a cappella (1935)
- Ballada ludowa für Männerchor a cappella (1935)
- Gdy całun śmierci für Männerchor a cappella (1935)
- Przyniosą w dłoniach opłatek für Männerchor a cappella (1935)
- Zwycięstwo pieśni für Männerchor a cappella (1935)
- Pieśń harfiarzy für Männerchor a cappella (1935)
- Sen na für Männerchor a cappella (1935)
- Veni Creator für gemischten Chor a cappella (1935)
- Hymn. Królowi wieków für zwei Stimmen und Klavier (1936)
- Hymn. Twoją my, Chryste für zwei Stimmen und Harmonium oder Trompeten und Posaunen (1936)
- Kołysanka Jezusowi für Stimme und Klavier (1936)
- Zmartwychwstał Pan für Stimme und Orgel (1936)
- Ave Maria für Männerchor a cappella (1936)
- Hymn akademickich kół misyjnych für Männerchor a cappella (1936)
- In Transitu für Männerchor a cappella (1936)
- Kantata. Wśród szarzyzny für Männerchor a cappella (1936)
- Pragnąłbym odejść für Männerchor a cappella (1936)
- Pieśń jubileuszowa für Männerchor a cappella (1936)
- Msza polska für gemischten Chor a cappella (1936)
- Requiem für Männerchor und Orgel (1936)
- Piłsudski für Bass, Männerchor und Klavier (1936)
- Muzyka do litanii życzeń Krakowa für Orgel (1936)
- Na ciche ścieżki für Orgel (1936)
- Hymn für zwei Stimmen und Klavier (1937)
- Hymn papieski für zwei Stimmen (1937)
- Hymn seraficki für Stimme und Klavier (1937)
- Msza żałobna für Stimme und Orgel (1937)
- Pieśń do Ojczyzny für zwei Stimmen (1937)
- Serenada für Stimme, Violine und Klavier (1937)
- Hymn sportowy für Männerchor a cappella (1937)
- Hymn sportowy. Podnieśmy serca für Stimme und Klavier (1937)
- Hymn stowarzyszeń katolickich für zwei Stimmen (1938)
- Hasło. Zanućmy pieśń [wersja II] für drei gleiche Stimmen (1938)
- Z dziejów pieśni für Männerchor a cappella (1938)
- Kantata. Uderzmy w dźwięczne tony für Männerchor a cappella (1938)
- Muzyka für Männerchor a cappella (1938)
- Pieśń górnicza. Kilofie mój für Männerchor a cappella (1938)
- Hymn na cześć św. Andrzeja Boboli für Männerchor (1938)
- Święty Bobolo für Männerchor a cappella (1938)
- Echo 30-tu lat für Männerchor (1939)
- Modlitwa duszy zbolałej für Stimme (1939)
- Cóż ci powiem für Stimme und Klavier (1940)
- Msza pastoralna für Stimme (1940)
- Ojcze nasz. Z wiejskich kościołów für Stimme (1940)
- Pieśń do św. Piotra i Pawła für Stimme (1940)
- Pieśń do św. Wawrzyńca für Stimme (1940)
- Pieśń do św. Franciszka für zwei Stimmen und Orgel (1940)
- Pieśń o cudownym P. J. Mogilskim [wersja I] für drei Männerstimmen und Orgel (1940)
- Pieśń o cudownym P. J. Mogilskim [wersja II] für drei Frauenstimmen (1940)
- Salve, Regina für Männerchor a cappella (1941)
- Modlitwa do św. Feliksa für gemischten Chor a cappella (1942)